# The Manchester Man (roman)
Pour les articles homonymes, voir The Manchester Man.
The Manchester Man est un roman de l'écrivain anglaise Isabella Banks. Il a été publié pour la première fois en trois volumes en 1876. L'histoire raconte la vie d'un résident de Manchester, Jabez Clegg, au cours du XIXe siècle, et comment celui-ci est devenu riche au cours de la révolution industrielle. Le livre décrit de réels évènement historiques comme le massacre de Peterloo. En 1920 le roman a été adapté dans un film muet The Manchester Man de Bert Wynne.